# Солы (Кипр)
Солы или Соли (др.-греч. Σόλοι, лат. Soli) — древний портовый город в западной части северного берега острова Кипр. Руины города находятся в окрестностях Лефки.
По сообщению Плутарха, этот город был построен туземным царём по совету Солона. Согласно другим источникам, это была колония Афин, переселившаяся при Солоне.
Если верна версия о возникновении Сол вследствие переселения, то, возможно, от их названия в античной риторике был произведён термин солецизм (σολοικισμός — неправильный оборот речи). Имелись в виду особенности речи жителей Сол — потомков первых переселенцев, которые утратили чистоту аттического диалекта древнегреческого языка, вступая в отношения с местным населением и смешиваясь с ним. По другим предположениям, термин был образован от названия киликийского города Солы.

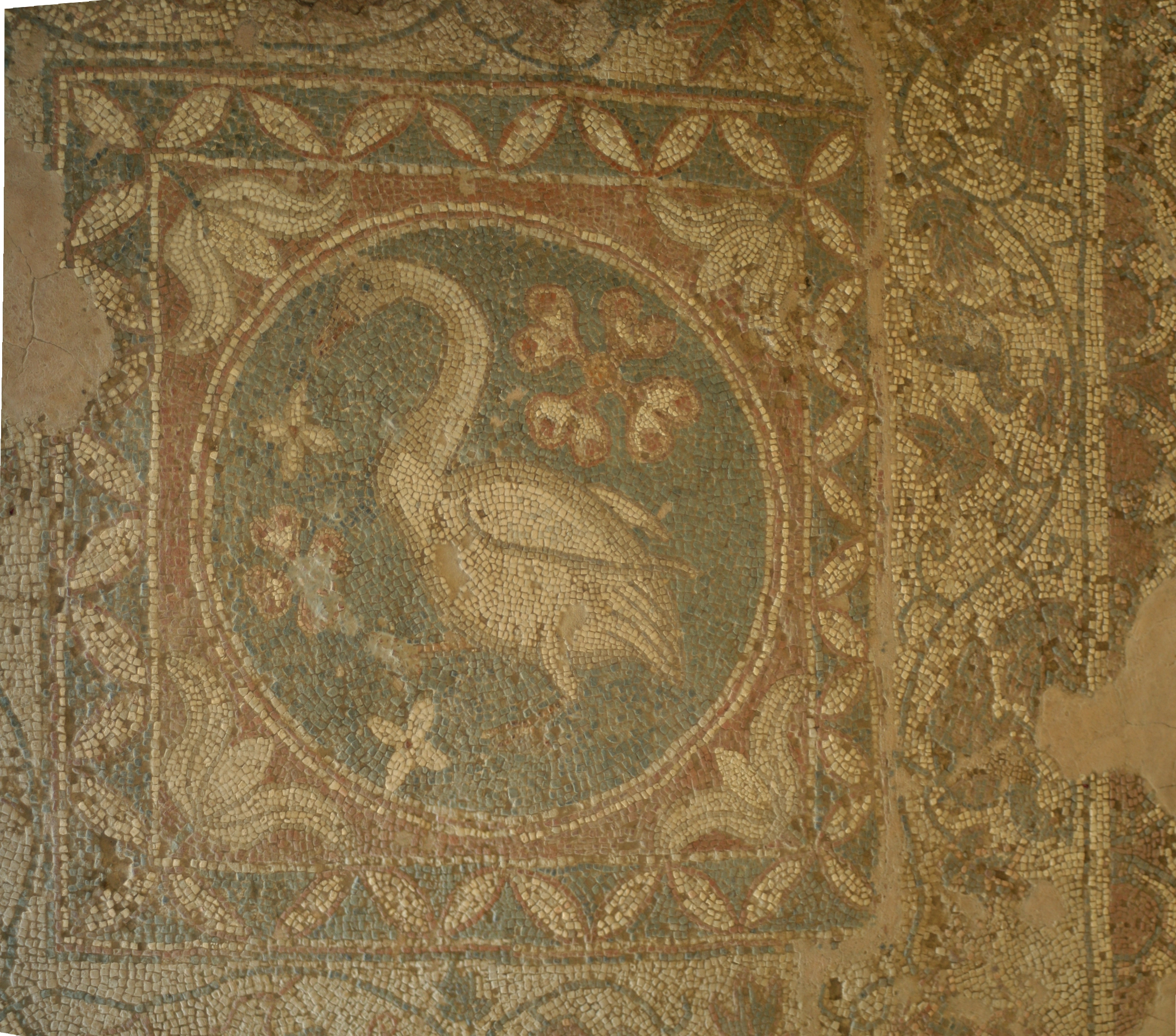
Лебедь (мозаика)

## Известные уроженцы
- Стасанор — офицер армии Александра Македонского, во время похода в Бактрию назначен сатрапом Бактрии и Согдианы в 321 г. до н. э.
- Клеарх — философ-перипатетик, ученик Аристотеля.
- Демохар — историк
- Никокл из Солы — триерарх флота Александра Македонского во время Индийского похода.